# Les Baux-de-Provence
Les Baux-de-Provence este o comună franceză situată în departamentul Bouches-du-Rhône, în regiunea Provence-Alpes-Côte d'Azur.
Situat în masivul Alpilles, satul Les Baux este astăzi în principal un sit turistic, mai degrabă decât un loc de viață. Este membru al asociației Les Plus Beaux Villages de France („Cele mai frumoase sate din Franța”) și primește peste un milion și jumătate de vizitatori pe an.

## Geografie

### Localizare
Comuna este organizată în jurul unui sat situat pe un pinten stâncos, la începutul unui platou — primul contrafort al lanțului Alpilles — care domină cu 200 m câmpia din jur.
Comuna este dominată de o vastă fortăreață, Castelul Les Baux, astăzi în ruine, care oferă o panoramă largă asupra câmpiilor din sud, spre Arles și către apropiata Camargue.

### Comune limitrofe
| Saint-Étienne-du-Grès | Saint-Rémy-de-Provence |                       |
| Fontvieille           |                        | Maussane-les-Alpilles |
| Paradou               | Maussane-les-Alpilles  | Maussane-les-Alpilles |

### Hidrografie
Datorită reliefului său, masivul Alpilles este străbătut de numeroase pâraie numite „gaudres”. Un gaudre (din provensalul gaudre: „pârâu mic”) desemnează un curs de apă adesea sec vara și cu un debit redus în restul anului. Principalele gaudres ale comunei sunt gaudre du Trible, a cărui sursă se află la nord de sat, gaudre du mas de Chevrier, care se varsă în gaudre d'Auge — aflat de asemenea pe teritoriul comunei, la vest de localitate — și gaudres de Verpetières și d'Entreconque, la est de sat.

### Climă
În 2010, clima comunei a fost clasificată ca tipic mediteraneană, conform unui studiu realizat de CNRS, bazat pe o serie de date care acoperă perioada 1971-2000. În 2020, Météo-France a publicat o tipologie a climei din Franța metropolitană, conform căreia comuna se află într-o zonă cu climat mediteranean, în regiunea climatică Provence, Languedoc-Roussillon. Aceasta este caracterizată de precipitații reduse vara, o foarte bună expunere la soare (2.600 ore/an), veri calde (21,5 °C), un aer foarte uscat vara și sec în toate anotimpurile, vânturi puternice (cu o frecvență de 40-50 % a vânturilor > 5 m/s) și puține cețuri.
Pentru perioada 1971-2000, temperatura medie anuală este de 14,3 °C, cu o amplitudine termică anuală de 17,6 °C. Cantitatea medie anuală de precipitații este de 665 mm, cu 5,4 zile de precipitații în ianuarie și 2,3 zile în iulie. Pentru perioada 1991-2020, temperatura medie anuală observată la stația meteorologică situată în comuna Eyragues la 11 km distanță în linie dreaptă, este de 15,2 °C, iar cantitatea medie anuală de precipitații este de 631,8 mm.
Pentru viitor, parametrii climatici estimati pentru comună pentru anul 2050, conform diferitelor scenarii de emisii de gaze cu efect de seră, pot fi consultati pe un site dedicat publicat de Météo-France în noiembrie 2022.

#### Mistralul
Mistralul bate puternic dinspre nord sau nord-vest, în special iarna și primăvara. Masivul Alpilles deviază vântul, dar acesta suflă la Les Baux aproape la fel de puternic ca în nordul lanțului. Mistralul bate puternic în medie 100 de zile pe an și slab 83 de zile, ceea ce înseamnă că rămân doar 182 de zile fără vânt pe an.
Se disting două tipuri de mistral: „mistralul alb”, care degajă complet cerul și accentuează luminozitatea, și „mistralul negru”, mai rar, care este însoțit de ploaie.
| Lună                          | ian. | feb. | mar. | apr. | mai  | iun. | iul. | aug. | sep. | oct. | nov. | dec. | Anual |
| ----------------------------- | ---- | ---- | ---- | ---- | ---- | ---- | ---- | ---- | ---- | ---- | ---- | ---- | ----- |
| Temperatura minimă medie (°C) | 1,1  | 2,1  | 3,9  | 6,6  | 9,9  | 13,6 | 16,2 | 15,7 | 13,2 | 9,5  | 4,9  | 1,9  | 8,2   |
| Temperatura medie (°C)        | 5,7  | 7    | 9,2  | 12   | 15,7 | 19,5 | 22,5 | 21,9 | 19   | 14,8 | 9,5  | 6,3  | 13,6  |
| Temperatura maximă medie (°C) | 10,3 | 11,8 | 14,5 | 17,5 | 21,6 | 25,5 | 28,8 | 28,1 | 24,8 | 20,1 | 14,1 | 10,8 | 19    |
| Precipitații (mm)             | 49,7 | 56,7 | 47,5 | 52,7 | 46,9 | 32,2 | 18,9 | 36,7 | 50,3 | 88,6 | 59,3 | 54,1 | 593,8 |
| Umiditate relativă (%)        | 75   | 73   | 68   | 67   | 67   | 65   | 61   | 64   | 72   | 76   | 77   | 77   | 70    |

### Floră și faună

#### Faună
Numeroase specii de animale cuibăresc în masivul Alpilles și pot fi observate ocazional pe teritoriul comunei Les Baux-de-Provence. Cea mai cunoscută este acvila lui Bonelli, specie protejată, la fel ca vulturul hoitar, șoimul și buha mare.
Stâncile aride adăpostesc o specie de șopârlă emblematică pentru masivul Alpilles, șopârla ocellată, considerată și ea o specie amenințată și protejată.
Specii vegetale protejate, precum ghiocelul de baltă (Leucojum aestivum) sau heliantemul cu frunze de Marum (Helianthemum lavandulaefolium), pot fi întâlnite acolo, în fundul văilor.

#### Specii vânate
Teritoriul comunei Les Baux, în special văile sale, adăpostește numeroase mamifere. Mistrețul este foarte răspândit, iar populația sa este în creștere. În schimb, numărul iepurilor de câmp și al iepurilor domestici este în scădere. Cauza pare a fi epidemia de mixomatoză din 1953, care a decimat populațiile, urmată, începând cu sfârșitul secolului al XX-lea, de VHD-ul viral (boala hemoragică virală), care contribuie la diminuarea speciei. Rărirea rozătoarelor ar putea reprezenta, pe termen lung, o problemă pentru supraviețuirea speciilor de păsări răpitoare care se hrănesc cu acestea.

#### Alte specii de animale
Nu se poate vorbi despre fauna din Les Baux fără a menționa specii precum vulpea, viezurele european, jderul de piatră, precum și popândăul sau șoarecele de câmp. Numeroase specii de lilieci își au cuibul aici.

#### Floră
Flora din Les Baux este, în mare parte, xerică și mediteraneeană. Botanistul Bernard Girerd a identificat aici 800 de specii vegetale în anul 1992. În afară de măslin, caracteristic peisajului din zona Maussane, se remarcă prezența arborelui de liliac sălbatic (Celtis), a stejarului kermès pitic și a scorușului de munte.

## Urbanism

### Tipologie
La 1 ianuarie 2024, Les Baux-de-Provence este clasificată drept comună rurală cu habitat dispersat, conform noii grile comunale de densitate pe șapte niveluri definită de INSEE (Institutul Național de Statistică și Studii Economice) în 2022. Aceasta este situată în afara unităților urbane și nu se află sub influența unei zone metropolitane urbane.

### Utilizarea terenului
Conform bazei de date europene Corine Land Cover (CLC), utilizarea terenurilor în comuna Les Baux-de-Provence în 2018 era marcată de predominanța terenurilor agricole, care reprezentau 69,9% din suprafață, o proporție identică cu cea din 1990. Distribuția detaliată a terenurilor în 2018 era următoarea: zonele cu vegetație arbustivă și/sau ierboasă ocupă 40,0 % din suprafața comunei, pădurile 24,1 %, culturile permanente 23,8 %, zonele agricole eterogene 6,8 %, spațiile verzi artificializate neagricole 2,6 %, iar zonele urbanizate 2,5 %.

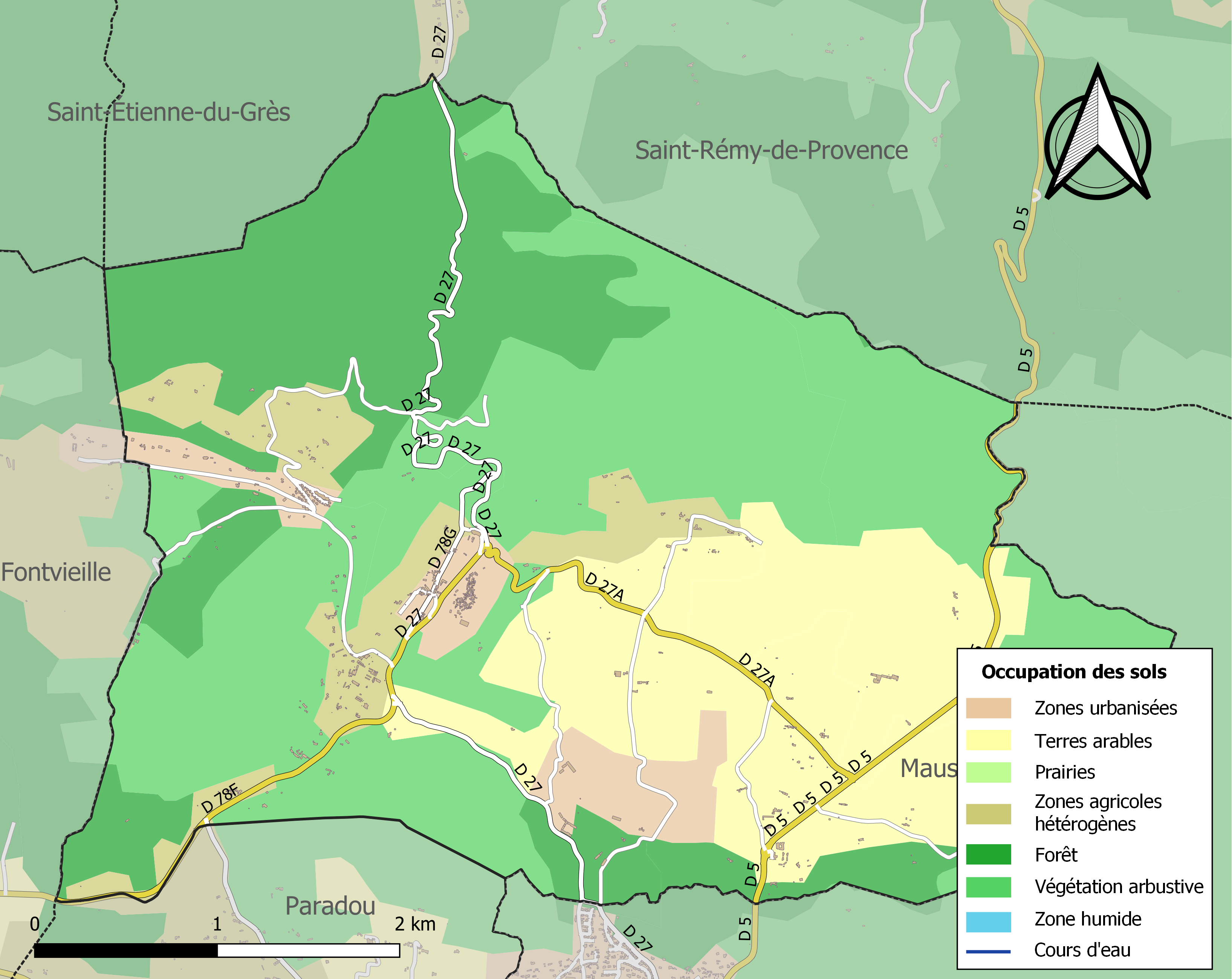
Harta infrastructurii și utilizării terenului a comunei în 2018 (CLC).

### Căi de comunicație și transporturi
Comuna este deservită de:

Les Baux se află în inima masivului Alpilles.

- autostrada A7 (ieșirea nr. 25) și drumul departamental RD 99 ;
- autostrada A54 (ieșirea nr. 12) și drumul departamental RD 27.

Gara din Arles se află la 17 km vest de comună, iar gara Avignon TGV la 28 km nord.
La aproximativ treizeci de kilometri spre nord se află aeroportul Avignon – Caumont. În direcția sudică, este aeroportul Marseille Provence.

## Toponimie
Numele Baux-de-Provence provine din occitanul bauç (’baws), conform normei clasice, iar în provensală baus, conform normei mistraliene, și înseamnă „în abrupt”, „stâncă” sau „versant stâncos”. Această rădăcină se regăsește și în alte toponime, precum baou de Saint-Jeannet.
Potrivit istoricului britanic Edward Gibbon, „Baux” ar proveni dintr-o evoluție a termenului „Balthes” (care înseamnă „îndrăzneț” în gotică), numele unei ilustre familii nobile vizigote, care s-ar fi tras din zeul Gaut.
Printr-un decret din 7 august 1958, publicat în Journal officiel pe 12 august 1958, cu efect din 13 august 1958, La Baux devine Les Baux-de-Provence. În occitană provensală, comuna se numește Lei Bauç de Provènça conform normei clasice sau Li Baus de Prouvènço conform normei mistraliene.
Bauxita, minereul de aluminiu, își trage numele de la această comună, unde a fost exploatată pentru prima dată.

## Istorie

### Preistorie și Antichitate
Capacitățile defensive ale așezării din Les Baux au făcut ca acest loc să fie, încă din cele mai vechi timpuri, atractiv pentru locuirea umană. Urme de locuire au fost descoperite și datate din jurul anului 6000 î.Hr., cum este cazul grotei Costapéra, descoperită în 1928, care adăpostea o înmormântare colectivă din Epoca Bronzului timpuriu.
Locul a fost folosit de celți ca fortificație sau oppidum în jurul secolului al II-lea î.Hr. Totuși, cartiere periferice ale castrum-ului s-au dezvoltat foarte devreme, precum cel al Trémaïé. Trecerea din oppidum-ul de la Les Baux către câmpia din nordul masivului Alpilles se făcea pe un drum protoistoric care, prin valea Laval, ducea spre orașul Glanon, ce va purta mai târziu numele de Glanum.
În timp ce Protoistoria este puternic marcată de pastoralism și agricultură în masivul Alpilles, se extrage piatră de calcar din carierele din jurul localității Les Baux, unde a fost descoperat un atelier datând de la sfârșitul secolului al II-lea și începutul secolului I î.Hr. În a doua parte a primei epoci a fierului (secolele VII–VI î.Hr.), populația devine sedentară și începe să construiască locuințe durabile. Castrum-ul se organizează asemenea unui sat, cu străzi și case lipite unele de altele. Procesul de instalare permanentă trebuie pus în legătură cu intensificarea schimburilor economice cu comercianții mediteraneeni. În schimbul produselor de lux, locuitorii Alpilles-ului produc cereale și trec de la o stare de autarhie la o adevărată economie de schimb. În secolele următoare, populația din Alpilles scade considerabil: factorul principal este reprezentat de factorul de atracție a coloniei comerciale grecești din Arles, care atrage mulți locuitori din întreaga regiune.

### Evul Mediu
În Evul Mediu, Les Baux a devenit fortăreața principală a unui domeniu feudal care controla 79 de orașe și sate din împrejurimi. Fortăreața a fost construită între secolele al XI-lea și al XIII-lea pe o suprafață vastă de șapte hectare. Prinții de Baux au controlat o mare parte a Provence timp de mulți ani și au câștigat o reputație puternică în regiune. Ei pretindeau că descind din regele mag Baltazar, adăugând pe stema lor o stea de argint cu șaisprezece raze, pentru a aminti de steaua care, potrivit Evangheliei, i-a călăuzit pe cei trei magi spre Betleem. Deviza lor era: „La întâmplare, Baltazar.”
Cetate medievală situată la granița dintre Languedoc, Comtat Venaissin și Provence, fortăreața a avut o istorie militară agitată și a fost ținta multor asedii. Impunătorul donjon care domină și astăzi peisajul amintește de importanța acestui castel, râvnit de mulți în Evul Mediu.
În secolul al XII-lea, prinții din Baux au fost nevoiți să se supună conților de Provence din dinastia de Barcelona, în urma războaielor baussenques. Marele castel a început atunci să fie cunoscut pentru curtea sa cultivată și cavalerescă. Domeniul a luat sfârșit în cele din urmă în secolul al XV-lea, odată cu moartea ultimei prințese din Baux.
Moartea reginei Ioana I declanșează o criză de succesiune în fruntea comitatului Provence⁠(d), orașele Uniunii din Aix (1382–1387) susținându-l pe Carol de Duras împotriva lui Ludovic I de Anjou. Regele Franței, Carol al VI-lea, intervine și îl trimite pe seneșalul de Beaucaire, Enguerrand d’Eudin, de partea căruia trece Guillaume-Roger de Turenne. Les Baux, aflat în posesia acestuia din urmă, rămâne astfel neutră la începutul conflictului, pentru ca spre sfârșitul deceniului să se alăture taberei angevine.

### Vechiul Regim
Baux, la fel ca și Provence, sunt atunci atașate coroanei Franței. Sub autoritatea familiei Manville, satul devine un centru al protestantismului și chiar încearcă o revoltă împotriva coroanei. În 1631, sătui să fie ținta represiunilor, locuitorii negociază cu autoritățile răscumpărarea teritoriului castelului și dreptul de a demantela fortificațiile, care serveau drept refugiu pentru răzvrătiți. Ludovic al XIII-lea consimte la aceasta la 5 august.
În 1642, orașul este oferit familiei Grimaldi sub forma unui marchizat, creat în favoarea lui Hercule de Grimaldi, principe de Monaco (1642–1780). Titlul de marchiz de Baux este acordat tradițional moștenitorului tronului monegasc. Fiul actualului prinț de Monaco, Albert al II-lea, Jacques de Monaco, poartă printre numeroasele sale titluri și pe cel de marchiz de Baux.

### Perioada contemporană
În 1822, geologul Pierre Berthier descoperă bauxită în zonă. Minereul este apoi exploatat intens până la epuizarea sa, la sfârșitul secolului al XX-lea. Satul primește de asemenea vizita multor mari pictori, printre care Vincent Van Gogh, René Seyssaud și Pablo Picasso. Artistul tipograf și gravor Louis Jou își instalează atelierul la Les Baux (în prezent Fundația Louis Jou), de unde vor ieși lucrări splendide. El îi găzduiește la el pe prietenii săi, printre care și scriitorul André Suarès, care „se îndrăgostește” de acest loc și dorește să fie înmormântat aici. Mormântul său, precum și cel al lui Louis Jou, pot fi văzute în micul cimitir aflat la poalele castelului.

## Populația și societatea

### Date demografice
Evoluția numărului de locuitori este cunoscută prin recensămintele populației efectuate în comuna respectivă începând din 1793. Pentru comunele cu mai puțin de 10 000 de locuitori, un recensământ al întregii populații este realizat la fiecare cinci ani, populațiile legale pentru anii intermediari fiind estimate prin interpolare sau extrapolare. Pentru comuna respectivă, primul recensământ exhaustiv în cadrul noului dispozitiv a fost realizat în 2004.
În 2022, comuna număra 262 locuitori, în scădere cu -27,42 % față de 2016 (Bouches-du-Rhône: +2,48 %, Franța fără Mayotte: +2,11 %).
| An        | 1793  | 1821 | 1841 | 1856 | 1876 | 1886 | 1901 | 1921 | 1936 | 1962 | 1982 | 2006 | 2014 | 2022 |
| --------- | ----- | ---- | ---- | ---- | ---- | ---- | ---- | ---- | ---- | ---- | ---- | ---- | ---- | ---- |
| Populație | 3 531 | 506  | 495  | 412  | 360  | 367  | 355  | 216  | 198  | 253  | 433  | 381  | 420  | 262  |

## Cultură și patrimoniu

### Locuri și monumente

#### Patrimoniu civil
- Muzeul Santonilor: colecții de santoni[n 3] din secolul al XVII-lea până în prezent, situat în fostul corp de gardă din secolul al XVI-lea.
- Castelul Les Baux și zidurile sale de apărare, proprietate a comunei Les Baux[5].
- Muzeul castelului din Les Baux, amenajat în fosta Maison de la Tour de Braü, o clădire din secolul al XV-lea, care prezenta istoria localității Les Baux-de-Provence. Acest muzeu a fost înlocuit de un magazin, din care a mai rămas doar o machetă a castelului în perioada medievală.
- Mașini de război reconstituite: mai multe trebuchete, o balistă și un berbec. Din 1 aprilie 2007, trei noi catapulte li s-au alăturat: cel mai mare trébuchet din Franța (16 metri înălțime), o bricole[n 4] și un couillard[n 5]. Aceste trei mașini efectuează zilnic demonstrații de tragere cu proiectile reale.
- L’Oustau de Baumanière: restaurant gastronomic cu 3 stele Michelin și principalul restaurant al hotelului de 5 stele Baumanière les Baux-de-Provence. Acest vechi mas (fermă provensală) din secolul al XVI-lea a devenit una dintre clădirile emblematice ale localității Les Baux-de-Provence, atât prin gastronomia sa, cât și prin pivnița sa cu vinuri, care, cu cele 60.000 de sticle, este considerată una dintre cele mai frumoase din Franța.
- Hôtel de Manville: Hôtelul de Manville găzduiește primăria din anul 1960. Clădirea a fost construită în 1571 de Flayelle, un arhitect originar din Vivarais, la cererea lui Claude al II-lea de Manville. Acesta era nepotul lui Claude I de Manville, provenit dintr-o familie din Toulouse, căpitan al galerei regale, cavaler al Sfântului Mormânt, ulterior numit căpitan viguier al Baux. Proprietatea a fost oferită municipalității de către prințul Bianchi de Médicis de Manville pentru a găzdui primăria. În septembrie 2013, în sălile Hôtelului de Manville a avut loc prima ediție a expoziției Septembre de la céramique et du verre, unde au fost expuse lucrări ale lui Alice Colonieu și Jean-Paul van Lith[38]. Cu această ocazie, Sylvie Caron, curatoarea expoziției Marseille-Provence 2013, i-a adus un omagiu lui Alice Colonieu, expunând piese care nu mai fuseseră prezentate anterior, printre care serviciul său personal de masă sau bijuteriile create de artistă pentru ea însăși.
- Fereastra „Post Tenebras Lux”, încadrată de inscripția Post tenebras lux 1571 („După întuneric, lumina – 1571”), deviză calvinistă; această casă a fost proprietatea lui Brisson Peyre (sau Jean de Manville), agricultor, în 1571, și a fost cedată în 1584 lui Charles Laugier, locotenentul vigaiului din Baux. Casa lui Claude al II-lea, a cărui soție este înmormântată la Saint-Vincent[39].
- Porte d’Eyguières („Poarta apei”)[40].
- Hôtel des Porcelets[41], cu o fațadă elegantă din secolul al XVI-lea, adăpostește astăzi Muzeul Yves-Brayer.
- Pavillon d’Amour de la Reine Jeanne (secolul al XVI-lea)[42].
- Casa Jean de Brion[43], sediul Fundației Louis Jou
- Spitalul Quiqueran[44], fondat în secolul al XVI-lea
- Maison du Roi (Casa Regelui)[45], construită în 1499.

#### Monumente religioase
- Fosta capelă Sainte-Catherine (Sfânta Ecaterina)
- Fosta capelă Saint-Blaise[46], ridicată în secolul al XII-lea de breasla țesătorilor și a pieptănătorilor de lână în cinstea patronului lor spiritual; în secolul al XVIII-lea, capela a devenit sediul confreriei acestora.
- Biserica Saint-Vincent des Baux, construită între secolele al XII-lea și al XVI-lea, parțial săpată în stâncă; dă spre o piațetă umbrită de ulmi și copaci de micocoulier (Celtis australis). Edificiul a fost clasat monument istoric în 1886[39].

### Personalități
- Jean Reno (născut în 1948), celebru actor cunoscut pentru rolurile sale importante, locuiește acolo din 1989 și este consilier municipal pentru mandatul 2020–2026.